# La poltrona 47
La poltrona 47 (Le Fauteuil 47) è un film muto del 1926 diretto da Gaston Ravel. La sceneggiatura si basa su un lavoro teatrale di Louis Verneuil; la commedia venne in seguito riportata sullo schermo nel 1937 in Le Fauteuil 47, film di produzione francese diretto da Fernand Rivers.

## Trama
Notte dopo notte, Paul Servius si siede al posto 47 di un teatro per vedere recitare l'artista Gilberte Boulanger, che adora follemente. Essendo miope e già sposata, quest'ultima però non è in grado di riconoscere esattamente il suo ammiratore segreto.

## Produzione
Il film fu una co-produzione franco-tedesca tra Alga Films, Films Jean de Merly e Films Lothar Stark und Schwab.

## Distribuzione
Distribuito dalla Exclusivités Jean de Merly, uscì nelle sale cinematografiche francesi il 7 giugno 1926. La tedesca Stern-Film lo distribuì in Germania con il titolo Parkettsessel 47 e il film fu presentato a Berlino il 3 dicembre 1926. In Italia, distribuito dalla De Merley in una versione di 1.938 metri con il titolo tradotto in La poltrona 47, ottenne il 30 giugno 1927 il visto di censura 23557.